# Resistance: Burning Skies
Resistance: Burning Skies (En español Resistencia: Cielos Ardientes) es un videojuego perteneciente al género de disparos en primera persona,  El juego fue desarrollado por el estudio Nihilistic Software y publicado por la empresa Sony Computer Entertainment en mayo de 2012. Fue anunciado en agosto de 2011 en la Gamescom. En el juego, los jugadores controlan el personaje de Tom Riley, un bombero que lucha contra un enemigo llamado Quimera durante su invasión a los Estados Unidos.

## Jugabilidad
Burning Skies tiene modos competitivos para múltiples jugadores en línea, de hasta ocho jugadores. Los jugadores pueden elegir entre seis mapas y tres modos de juego: Deathmatch, Team Deathmatch y Survival.
Burning Skies también trae a colación un elemento básico de la serie Resistance, la "rueda de armas", así como otras armas de la serie, como la carabina, el cascabel, la barrena y la diana. Las funciones secundarias de estas armas a menudo se controlan con la pantalla táctil de Vita.

## Premisa
El 14 de agosto de 1951, un mes después de la liberación del Reino Unido, la quimera invade la costa este de los Estados Unidos. El bombero de Nueva York Tom Riley está atrapado en medio del conflicto. A pesar de que lucha contra la quimera, solo tiene el deseo de encontrar y rescatar a su familia atrapada en medio de la invasión.

### Argumento
La historia comienza con Tom Redmond Riley, junto con un motor 174, conduciendo a través de la ciudad de Staten Island (Nueva York). Llegan en una central eléctrica que se está incendiando. Entran en la estación y Tom se separa de sus compañeros bomberos tras caer accidentalmente en los niveles más bajos de la estación a través de un piso roto. Mientras Tom trabaja en su camino de vuelta, él ve a uno de los bomberos siendo atacados y asesinados por una quimera. Tom se ve obligado a encontrar su manera de salir de la estación y rescatar a uno de sus compañeros bomberos.
Una vez fuera, Tom se entera de que la invasión Quimera está en pleno apogeo. Riley luego hace su camino a través de la ciudad, siguiendo una emisión pidiéndole que ayude con la evacuación. Tom entonces sigue las instrucciones dadas por la emisión, con el tiempo se encuentra con una mujer llamada Ellie Martínez, la líder de los Minutemen. Luego, con el apoyo de Ellie y su aliado Mac, Tom llega a un puente de la autopista, donde Tom se reúne con su esposa, Natalie, y su hija, Rachel. Tom entonces envía a su familia a un lugar seguro, con la promesa de encontrarlas. A medida que más Quimeras se presentan, Riley se ve obligado a quedarse con Ellie para darles tiempo a los sobrevivientes. En el camino, Tom y Ellie van tras un envío misterioso en un camión militar llamado Tecnología Gris , lo que demuestra la capacidad de actualizar sus armas. Se puso de manifiesto que el envío se envía a Richard Gorrell. Son de nuevo atacados por las fuerzas de tierra Quimera pero Tom y Ellie logran derrotarlos. Antes de que pudieran salir de la autopista un verdugo les ataca. Tom y Ellie capaz de destruir el verdugo y escapar de un bombardeo de rastreadores.
Entonces, hacen su camino hacia una base militar en Bayonne, Nueva Jersey, donde Ellie le presenta a Tom su aliado el coronel George Amherst, quien notifica a Tom que su familia ha sido enviado a un campo de protección en Union City. Immediatamente después, las Quimeras emboscan la base. Riley ayuda a defenderla de los ataques, lo que incluye el rescate de un soldado herido, matando a una criatura gigantesca quimera llamada Abominación.
Tom y Ellie avanzan hacia la isla de Ellis, donde ven algunos refuerzos Quimera que viajan en el puente de George Washington. Ellie pide un ataque aéreo en un esfuerzo por eliminar a los refuerzos quimera. Por desgracia, un VTOL se estrella en el puente y Tom se ve obligado a aventarse desde el VTOL y cae sobre el puente y empieza a dirigirse hacia a la tripulación del VTOL estrellado. Después de buscar el VTOL destruido, Tom descubre un soldado herido atrapado dentro de la VTOL. Tom luego rescata el soldado, y se reúne con Ellie. Tom y Ellie entonces hacen su camino hacia el final del puente, encontrando Grims en el camino. Logran llegar a la salida, solo para descubrir que ha sido sellado por el gobierno. Mientras Ellie intenta encontrar una vía de escape, Tom se enfrenta a una Empalador. Tom y Ellie luego saltan hacia una salida de emergencia mientras que un ataque aéreo destruye el puente.
Tom y Ellie finalmente se reagrupan con Mac, que les ayuda a alcanzar la isla de Ellis. Tom y Ellie entonces son emboscados por algunas quimera. Después de la limpieza de todos los hostiles, llegan a los laboratorios donde alcanzan una puerta de bóveda sellada. Un hombre se pone en contacto para pedir ayuda. Tom y Ellie comienzan a abrirse camino hacia la persona que pidió la ayuda, solo para enterarse de que ha sido infectada. Una vez que Tom mata al hombre, él procede hacia la oficina Richard Gorrells. Tom y Ellie entonces encuentran un proyector que reproduce un video instructivo. Luego aprenden que Gorrell está trabajando en el proyecto Phoenix, y estaba secuestrando varios humanos para la prueba, incluyendo Rachel y Natalie. Tom y Ellie entonces suben a un VTOL que se dirige a un campo de protección en Union City, con la esperanza de rescatar a la familia de Tom. Una vez en el campamento, Tom y Ellie se separan. Riley lucha para encontrar un VTOL que se estrelló, y encontraron a un piloto herido. Una vez resguardado el piloto, Tom se dispone a reagruparse con Ellie. Én su camino el lucha contra "bombas quimera" y edificios infestados, finalmente, descubren la ubicación que Natalie y Rachel. Tom entonces descubre a un portador Quimera llevarse a su familia a una torre de conversión cercana. Riley y Ellie entonces suben a un portador en un esfuerzo por seguir Natalie y Rachel.
Tom Riley finalmente llega a la torre de conversión. Tom está separado de Ellie (quien decide buscar Gorrell mientras Tom busca a su familia). Después de la limpieza de varios grupos de quimera, Tom finalmente encuentra a Natalie infectada. Tom lleva a cabo la ejecución de Natalie. Tom continúa la búsqueda de Rachel y Ellie. Después de luchar contra varias Quimera, Tom finalmente se reagrupa con ellos. Ellie y Rachel proceden a ayudar a evacuar a algunos sobrevivientes mientras Tom persigue a Gorrell. Una vez que Tom lo encuentra, Gorrell convence a Tom a confiar en él hasta que despierta a un Leviatán sin terminar, en un esfuerzo por mostrar su potencial Tom. Gorrell no logra controlar a la bestia y de inmediato huye. Una vez que Tom se escapa, es contactado por Ellie, quien le informa que algunos Minutemen habían llegado. Tom entonces se enfrenta al Leviatán, finalmente matándolo. Al hacer su camino a la salida de la torre, es emboscado por Gorrell. Tom utiliza rápidamente su hacha para terminar con Gorrell. Tom entonces se reúne con Ellie. Él le advierte sobre el gobierno desesperado, y cómo se le permitió a Gorrell proceder con el proyecto Phoenix. Después Ellie contacta con el coronel George Amehrst, quien le dice que va a recoger la Tecnología Gris por lo que Ellie se enoja y junto con Tom destruyen esta tecnología, después de esto Tom se va con su hija.

### Tom Riley
Tom Riley es un bombero de Nueva York, cuenta con una hija y una esposa (Rachel y natalli, respectivamente), y anteriormente con un padre llamado Brian Colin Riley y una madre llamada Helen Riordan Riley.Pertenece al motor 174 (al cual su padre había pertenecido antes de morir), del cual es el líder y además cuenta con un hacha (que había sido de su padre) con su apellido escrito en el mango. Durante su lucha contra las quimeras se vuelve una referencia de valor y después de que él se va de la torre una leyenda, a la cual muchos siguieron para luchar contra las quimeras.

## Música
La música de Burning Skies fue compuesta por Jason Graves y Kevin Riepl. El puntaje de la gran orquesta se grabó en Ocean Way Studios en Nashville, Tennessee, en la primavera de 2012. La orquesta fue dirigida y contratada por Alan Umstead de la Nashville Music Scoring.

## Recepción
Burning Skies recibió críticas "mixtas" según el sitio web de reseñas Metacritic. Jim Sterling de Destructoid dijo sobre el juego, "...se decidió por ser el nuevo peor juego de Vita hasta la fecha". Game Informer generalmente aprobó la campaña del juego y dijo que "mientras no esperes una experiencia multijugador con calidad de consola, Burning Skies debería satisfacer a los fanáticos". En Japón, Famitsu le dio un puntaje de cuatro ochos para un total de 32 de 40.